# Conus baeri
Conus baeri é uma espécie de gastrópode do gênero Conus, pertencente à família Conidae.